# توبياس لودفيجسون
توبياس لودفيجسون (بالسويدية: Tobias Ludvigsson)‏ (و. 1991  م) هو راكب دراجة هوائية سويدي، ولد في ستوكهولم، شارك في طواف إسبانيا، وطواف إيطاليا 2014، وطواف إسبانيا 2014، وطواف فرنسا 2018.

## سباقات أو مراحل فاز بها
| التاريخ        | السباق                                                           | المركز                      |
| -------------- | ---------------------------------------------------------------- | --------------------------- |
| 24 أبريل 2011  | هيمرلاند روندت 2011                                              | السادس في التصنيف العام     |
| 28 أغسطس 2011  | يو إس إيه برو تشالنج 2011                                        | الثالث في تصنيف أفضل شاب    |
| 28 أكتوبر 2012 | طواف هاينان 2012                                                 |                             |
| 03 مارس 2013   | ثلاثة أيام فلاندرز الغربية 2013                                  |                             |
| 05 أبريل 2013  | سباق حلبة دي لا سارث 2013                                        |                             |
| 09 فبراير 2014 | نجم بسجس 2014                                                    | الفائز في التصنيف العام     |
| 18 مارس 2014   | تيرينو ادرياتيكو 2014                                            | السادس في تصنيف أفضل شاب    |
| 29 مايو 2016   | طواف إيطاليا 2016                                                | العاشر في تصنيف أفضل شاب    |
| 23 يونيو 2016  | سباق الطريق ضد الساعة للرجال في بطولة السويد لسباق الدراجات 2016 |                             |
| 22 يونيو 2017  | سباق الطريق ضد الساعة للرجال في بطولة السويد لسباق الدراجات 2017 | الفائز في التصنيف العام     |
| 13 يناير 2019  | Down Under Classic 2019                                          | المرتبة 13 في التصنيف العام |
| 05 أغسطس 2021  | سباق الطريق ضد الساعة للرجال في بطولة السويد 2021                |                             |
| 26 يونيو 2022  | سباق الطريق للرجال في بطولة السويد 2022                          |                             |
| 18 يونيو 2024  | 2024 Sweden National Road Cycling Championships - Men ITT        |                             |

## روابط خارجية
- توبياس لودفيجسون على موقع الاتحاد الدولي للدراجات (الإنجليزية)
- توبياس لودفيجسون على موقع أرشيف الدراجات (الإنجليزية)
- توبياس لودفيجسون على موقع إحصائيات الدراجات الإحترافية (الإنجليزية)
- توبياس لودفيجسون على موقع نسبة الدراجات (الإنجليزية)
- توبياس لودفيجسون على موقع CycleBase (الإنجليزية)
- توبياس لودفيجسون على موقع MTB Data (الإنجليزية)